# Pantherophis vulpinus
Espèce
Synonymes
- Scotophis vulpinus Baird & Girard, 1853
- Elaphe gloydi Conant, 1940
- Pantherophis gloydi (Conant, 1940)

Statut de conservation UICN

 LC  : Préoccupation mineure
Pantherophis vulpinus, la Couleuvre fauve de l'Est, est une espèce de serpents de la famille des Colubridae.

## Répartition
Cette espèce se rencontre :
- aux États-Unis en Ohio, au Michigan, en Indiana, en Illinois, au Wisconsin, dans le sud du Minnesota, en Iowa, dans le nord du Missouri, dans l'est du Dakota du Sud, dans l'Est du Nebraska, dans l'Est du Kansas ;
- au Canada dans le sud de l'Ontario.

## Publication originale
- Baird & Girard, 1853 : Catalogue of North American Reptiles in the Museum of the Smithsonian Institution. Part 1.-Serpents. Smithsonian Institution, Washington, p. 1-172 (texte intégral).